# Mokrý Háj
Mokrý Háj je obec na Slovensku v okrese Skalica. Žije zde 729 obyvatel. V obci stojí římskokatolický kostel Všech svatých.

## Poloha a charakteristika
Obec se nachází na severozápadě Myjavské pahorkatiny, v údolí Starohorského potoka u města Skalica. Střed obce se nachází v nadmořské výšce 264 metrů.
Obec se vyznačuje na severní straně menším a na jihovýchodní straně větším sklonem a svahovitě končí v Mokrohájském potoce. Tento potok protéká středem obce, přičemž ze severní strany se do něj vlévá Starohorský potok. Půdní složení je na tomto malém prostranství pestré, povrch katastru tvoří mladší třetihorní štěrky a jíly, starší třetihorní jílovce, pískovce a částečně čtvrtohorní spraš. Na východní straně se nachází hnědozem, na severní je naplavená černozem, která splňuje kritéria velmi úrodných půd. V jižní části území se nacházejí kamenné sloje, kde se v minulosti těžil kámen. Západní část území tvoří pískovce a na navátých píscích vznikly méně úrodné, slabě vyvinuté půdy. Celková výměra katastrálního území obce Mokrý Háj je 687 hektarů, z čehož je 629 hektarů úrodné zemědělské půdy střední úrodnosti a 58 hektarů nezemědělské půdy.